# 이진선
이진선은 대한민국의 배우이다.

## 영화
- 1986년 여왕벌
- 1986년 겁없는 아이
- 1987년 밤나비
- 1989년 늑대의 호기심이 비둘기를 훔쳤다
- 1989년 노란 집
- 1990년 매춘시대
- 1990년 어둠의 딸 - 미영
- 1991년 오늘 같이 좋은 날 - 설애
- 1992년 우리들의 일그러진 영웅 - 이 선생
- 1993년 그 여자 그 남자 - 기자 2
- 1995년 개 같은 날의 오후 - 기순

## 드라마
- 1993년 KBS2 백색 미로